# Ферейдун Ганбарі
Ферейдун Ганбарі (перс. فریدون قنبری; 23 вересня 1977 — 17 квітня 2021) — іранський борець вільного стилю, чемпіон Азії, дворазовий бронзовий призер Кубків світу.

## Життєпис
Боротьбою почав займатися з 1989 року. У 1997 році став чемпіоном світу серед юніорів.
Виступав за борцівський клуб Керманшаха. Тренер — Хассан Мохеблі.

## Спортивні результати на міжнародних змаганнях

### Виступи на Чемпіонатах світу
| Змагання                        | Збірна | Вагова категорія          | Місце |
| ------------------------------- | ------ | ------------------------- | ----- |
| Чемпіонат світу з боротьби 2005 | Іран   | вільна боротьба, до 84 кг | 14    |

### Виступи на Чемпіонатах Азії
| Змагання                       | Збірна | Вагова категорія          | Місце  |
| ------------------------------ | ------ | ------------------------- | ------ |
| Чемпіонат Азії з боротьби 1999 | Іран   | вільна боротьба, до 85 кг | 6      |
| Чемпіонат Азії з боротьби 2004 | Іран   | вільна боротьба, до 84 кг | Золото |

### Виступи на Кубках світу
| Змагання                    | Збірна | Вагова категорія          | Місце  |
| --------------------------- | ------ | ------------------------- | ------ |
| Кубок світу з боротьби 1998 | Іран   | вільна боротьба, до 85 кг | 7      |
| Кубок світу з боротьби 1999 | Іран   | вільна боротьба, до 85 кг | Бронза |
| Кубок світу з боротьби 2005 | Іран   | вільна боротьба, до 84 кг | Бронза |

### Виступи на змаганнях молодших вікових груп
| Змагання                                      | Збірна | Вагова категорія          | Місце  |
| --------------------------------------------- | ------ | ------------------------- | ------ |
| Чемпіонат світу з боротьби серед юніорів 1997 | Іран   | вільна боротьба, до 83 кг | Золото |